# Cyanika (Burera)
Cyanika è un settore (imirenge) del Ruanda, parte della Provincia Settentrionale e del distretto di Burera.